# Dongji (Festival do Solstício de Inverno)
Dongji (Kor. 동지), também conhecido como Ase (Kor. 아세), Jageun Seol (Kor. 작은 설), Nodongji (Kor. 노동지), Jungdongji (Kor. 중동지) ou Pequeno Ano Novo Lunar é um feriado tradicional coreano celebrado por volta do dia 22 de dezembro ou no 22° termo solar (de acordo com os calendários do Leste Asiatico, que são divididos em 24 termos solares). O dia com a noite mais longa marca o começo da ocasião e dura até o dia 5 de janeiro. Durante esse período, a temperatura cai para níveis negativos, levando a superfície dos lagos a ficarem cobertas com uma camada de gelo, dando a aparência de um campo seco antes de arar. Esse fenômeno é chamado de yonggari (Kor. 용갈이). Se o clima estiver quente durante o Dongji, é considerado um mau presságio indicando o surto de doenças. Um solstício de inverno com neve pesada significa uma ótima colheita. No dia 22, o Sol atravessa o Equador em direção ao Trópico de Capricórnio na latitude de 23.5° sul (longitude eclíptica 270°). Quando a data gregoriana coincide com o primeiro dia do décimo primeiro mês lunar, é conhecida como Aedongji (Kor. 애동지). Se ele ocorre no meio do décimo primeiro mês lunar, é referido como Jungdongji (Kor. 중동지). Finalmente, quando a data gregoriana do solstício de inverno está um dia atrasada no décimo primeiro mês lunar, é conhecido como Nodongji (Kor. 노동지).

## Origem
O Dongji era considerado um dos feriados sazonais mais importantes junto do Ano Novo Lunar na Corte Real. Um banquete chamado Hoeryeyeon (Kor. 회례연) acontecia e contava com a presença do Príncipe da Coroa e a corte inteira. O rei despachava para a China o Dongjisa (Kor. 동지사), que contia presentes tributários para a corte imperial. Administradores locais mandavam cartas de parabenização para o rei. Além disso, nessa época do ano, o rei costumava presentear seus funcionários do governo dando-lhes calendários. Esse costume ainda é seguido hoje em dia, mas a diferença é que qualquer civil pode presentear seus amigos, familiares ou colegas. A noite longa e o clima frio do solstício de inverno eram associados ao acasalamento dos tigres, dando a esse termo solar outro apelido: Horangi Jangga Ganeun Nal (Kor. 호랑이 장가가는 날, lit. Dia do Casamento dos Tigres). O Dongji baseia-se na filosofia do yin e yang e também acontece na noite mais longa do ano - que é considerada a noite onde a energia negativa do yin está mais forte. Acredita-se que os espíritos carregam a energia negativa do yin  e que comidas vermelhas carregam a energia negativa do yang para banir a energia oposta. Então no dia do festival, uma das tradições mais proeminentes é consumir Patjuk (팔죽), um mingau de aparência vermelha, junto com a família[1] para proteger a si mesmo de espíritos e sua energia negativa. Comidas avermelhadas podem ser consumidas durante todo o ano por conta deste mito, mas pela energia yin estar muito forte durante o solstício de inverno, se tornou importante e com grande significado comê-las durante esse festival.

## Patjuk

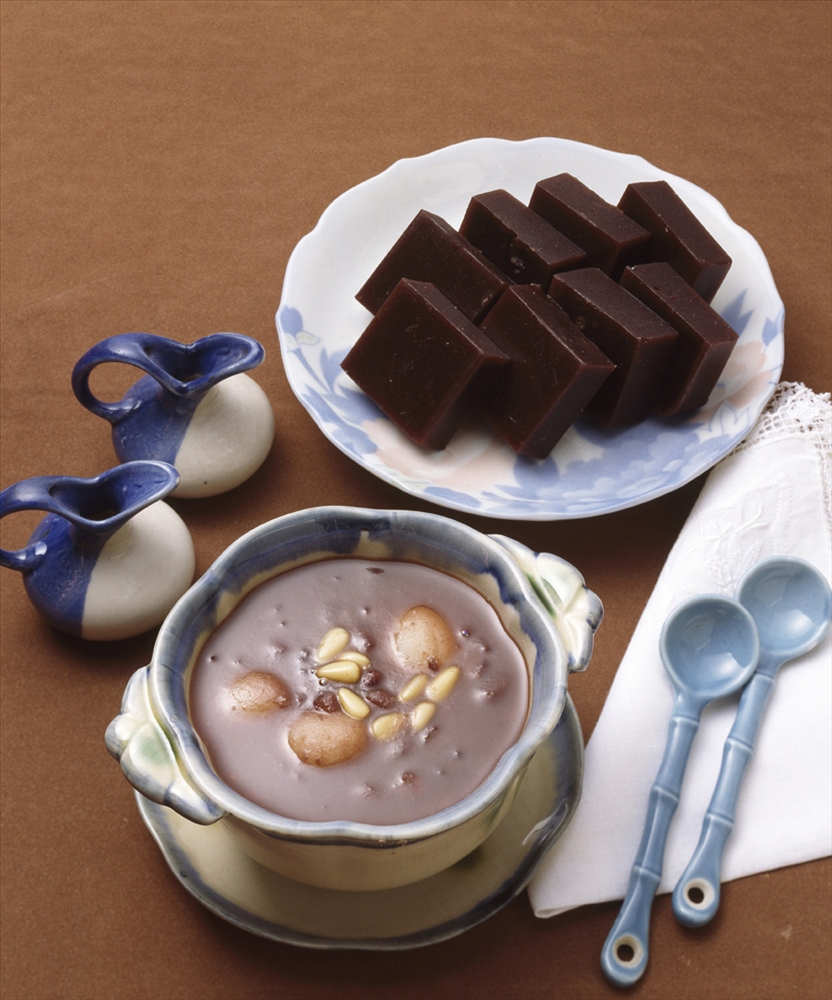
Patjuk, um prato fortemente relacionado ao festival Dongji

A preparação do Patjuk[carece de fontes?] durante o Dongji consiste-se em ferver o feijão até o mesmo adquirir uma consistência de mingau, o prato é finalizado com a adição do Saealsim (새알심) que significa literalmente “ovos de pássaro” (possui uma forma redonda e branca) que são pequenas bolas feitas de massa de arroz. Esses bolinhos de arroz significam uma “nova vida” e uma das tradições é que se deve comer o número de bolinhos que representam sua idade, simbolizando uma passagem para o ano novo. O mingau é servido quente, em contraste com a fria temperatura do solstício de inverno. O feijão vermelho é rico em vitaminas B, potássio, antocianinas, saponinas e fibra dietética que quando são combinados com os carboidratos do Saealsim tornam o mingau de feijão vermelho um alimento muito nutritivo para se consumir no inverno.
Além do fato de que este alimento protege aqueles que o comerem, a primeira tigela é colocada no altar como uma oferenda para os ancestrais e as outras tigelas são distribuídas pelos cômodos da casa para proteger os residentes. Há também o costume de borrifar um pouco da comida nas partes internas e externas do portão da casa. Esse ritual envolvendo o Patjuk para proteger os que vivem e honrar os que já faleceram se chama Dongji gosa (동지고사). Além de usar comidas vermelhas, um talismã chamado Dongjibujeok (동지부적) que é decorado com o caractere chinês para a palavra cobra para afastar os espíritos. O mingau vermelho também é usado para alcançar a boa sorte no ano novo ao ser enterrado no quintal da casa. Acredita-se que um deus chamado Teoju (터주) habita o altar da casa e por ser conhecido como o Deus Tutelar da Terra que cuida da paz na família e a segurança no terreno, uma tigela de mingau é oferecida a ele durante o Dongji gosa.

## Curiosidades
- Acredita-se que o Patjuk se tornou uma comida fortemente relacionada com o festival Dongji devido a um antigo conto chinês, em que um homem chamado Gong Gong tinha um filho de má índole que faleceu no dia do solstício de inverno e se tornou um espírito amaldiçoado que propagava doenças. Para espantá-lo, era necessário utilizar o mingau avermelhado no qual ele temia.A vila Folclórica Coreana, cenário de diversos eventos do Dongji

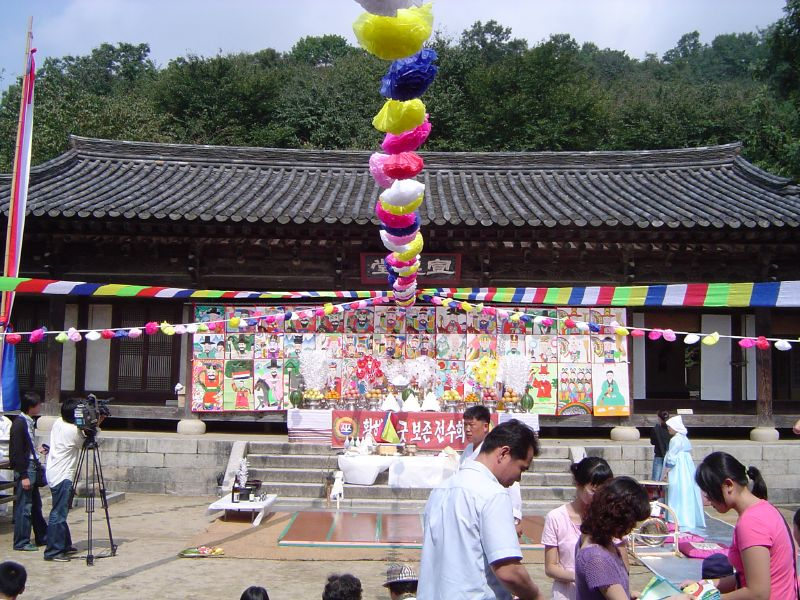
A vila Folclórica Coreana, cenário de diversos eventos do Dongji

- Também existem registros históricos da Dinastia Joseon, que falam sobre Yeongjo (영조), o 21° rei dessa dinastia, ter distribuído o mingau de feijão vermelho para os idosos na rua após visitar o túmulo de sua falecida mãe, Sukbin Choi (숙빈 최씨), que morreu no dia do solstício de inverno.

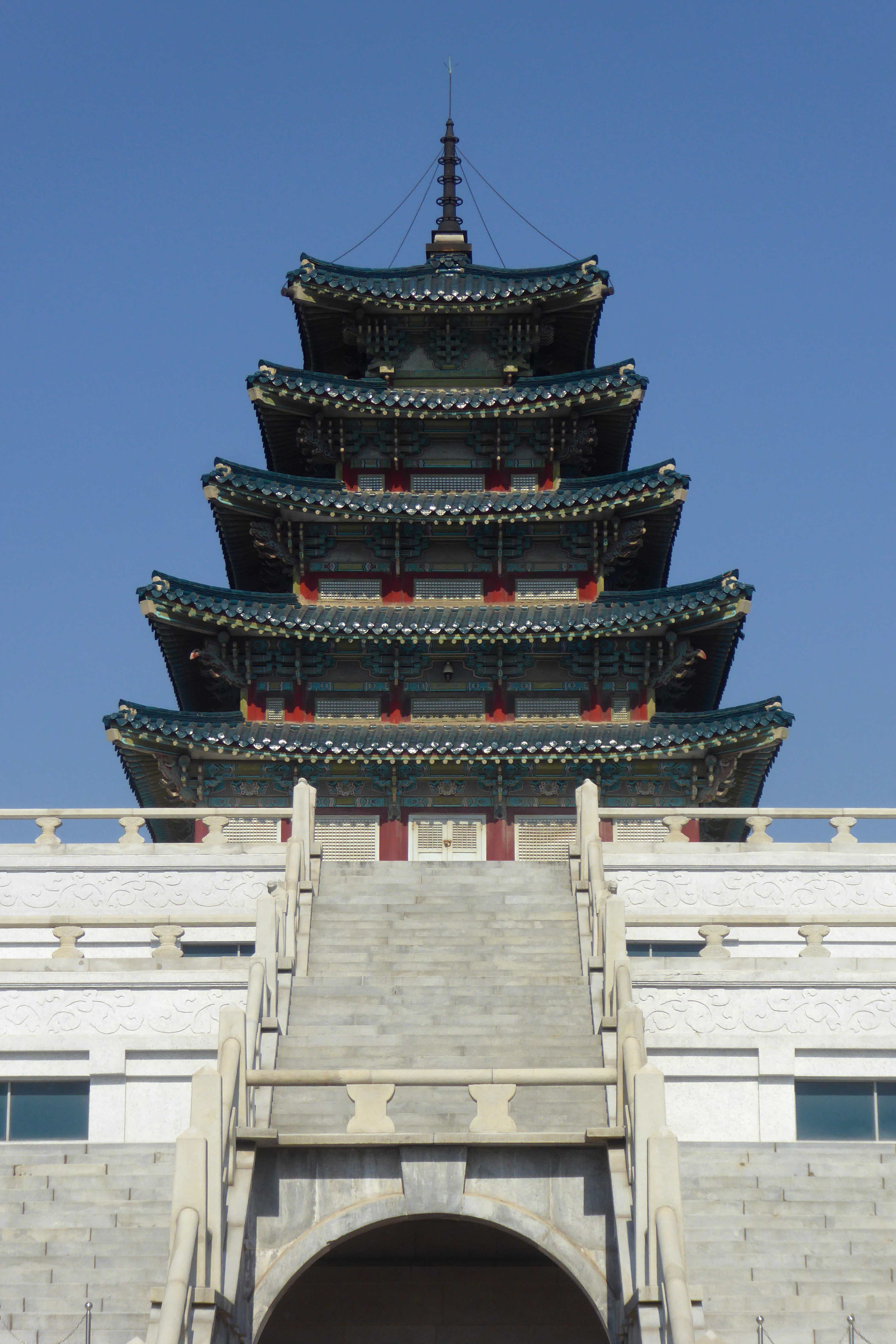
O Museu Nacional Folclórico da Coreia, em Seul

- Além do Patjuk, Bungeoppang (봉어빵) e Hoppang (호빵) são algumas das comidas que podem ser encontradas nos festivais do solstício de inverno.
- Atualmente, os rituais se tornaram raros, mas o Patjuk ainda é popularmente servido no dia. Todos os anos, o Museu Nacional Folclórico da Coreia faz o ritual dongji gosa aberto ao público, junto de uma reza musical para o deus da terra chamada jisin bapji (지신밟기).
- Em outros locais, como na Namsangol Hanok Village, acontece a exibição do espetáculo cheoyongmu (처용무), uma dança com máscaras para afastar espíritos malignos, a confecção de amuletos da sorte e a degustação de patjuk. A vila de Minsok, em Yongin, Gyeonggi-do – na área metropolitana de Seul -, também apresenta eventos nessa época do ano, sem agenda fixa.
- A antiga cerimônia coreana chamada Jesa (제사) costumava acontecer durante o Dongji pelo fato de que o festival tem sua origem na honraria de seus ancestrais. A ocasião ainda é usada para reuniões familiares e para a celebração daqueles que faleceram mas como Jesa pode acontecer em outros momentos do ano, o festival atualmente é mais conhecido pelas comidas. Esse dia costumava ter a mesma importância que o Ano Novo Lunar. No passado, muitos coreanos consideravam-se um ano mais velhos após o Dongji e não no Ano Novo, como é de costume atualmente.